# Aéroport de Luleå
L'aéroport de Luleå est un aéroport situé à environ 5 km du centre de Luleå, en Suède.

## Historique
C'est aussi la base de rattachement du Norrbotten Wing (en suédois Norrbottens flygflottilj ou F 21 Luleå) de l'armée de l'air suédoise volant sur Saab JAS 39 Gripen et le 1e escadron d'hélicoptères sur NHIndustries NH90 ; utilisé lors des Arctic Challenge Exercise.

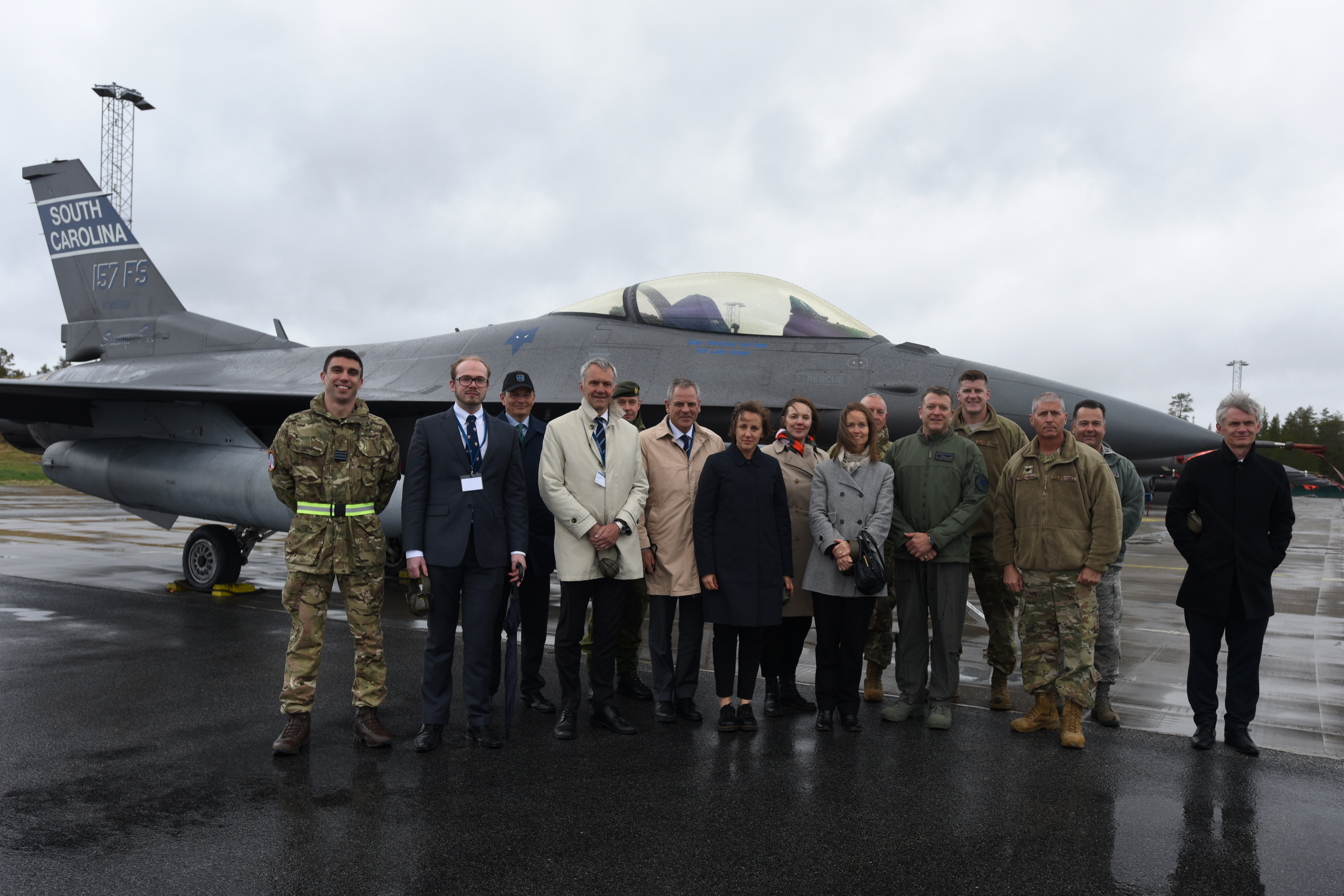
Artic challenge 2019.
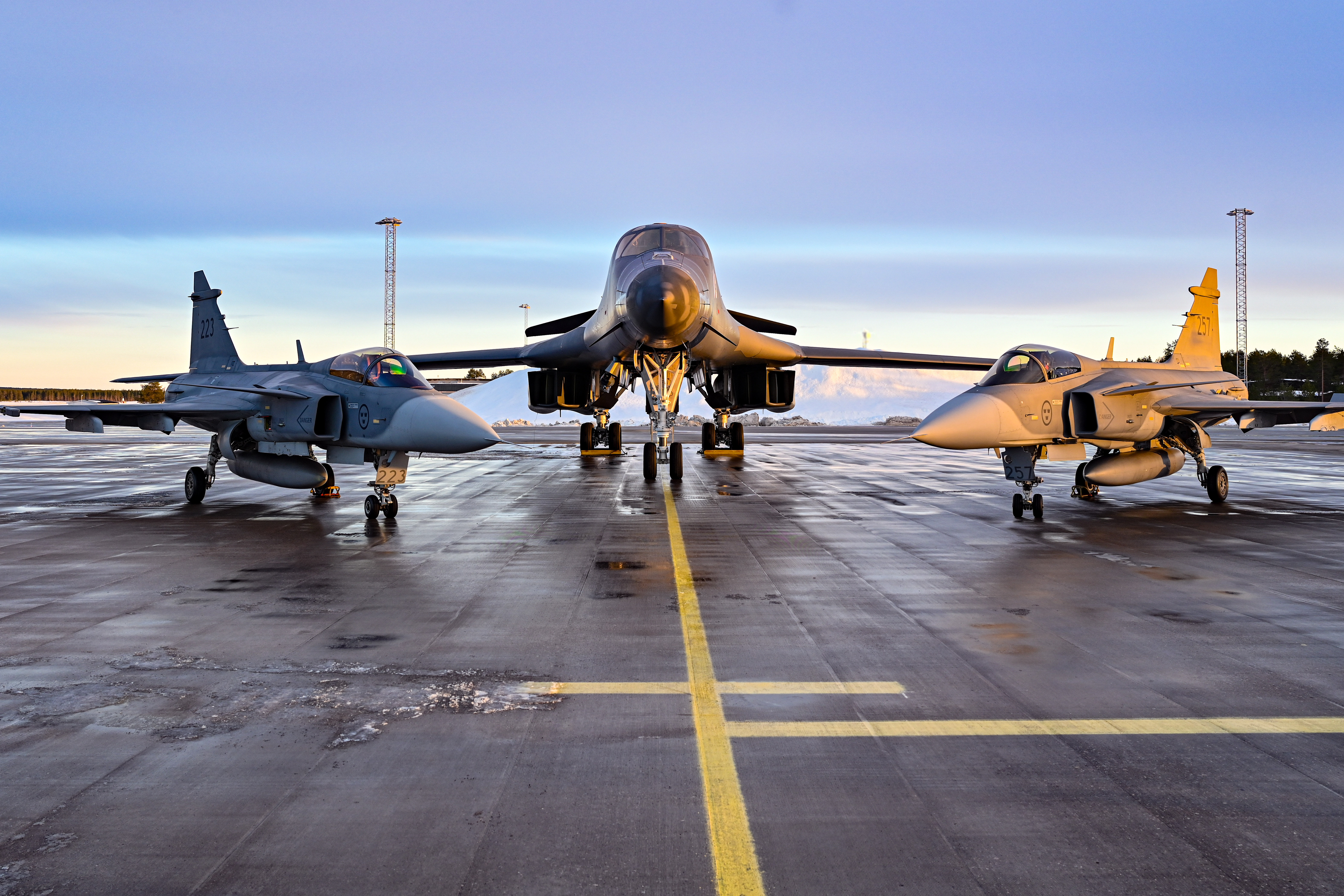
28th Bomb Wing un B-1B et deux JAS 39 Gripens en 2024.

## Fret
L'aéroport dispose d'un terminal de fret qui, en 2015, a traité 916 tonnes de courrier et 508 tonnes d'autres marchandises. La grande majorité du fret est domestique.

## Kallax Cargo
Des efforts ont été déployés pour que l'aéroport devienne une escale de ravitaillement pour les gros porteurs long-courriers. La route la plus courte entre le Japon et l'Europe occidentale passe par Luleå. Les avions doivent s'arrêter et faire le plein sur cette route, alors qu'ils peuvent souvent faire le trajet entre Luleå et le Japon avec un seul plein. C'est pourquoi la piste a été prolongée en 1999 pour devenir la plus longue de Suède. L'opération s'appelait Kallax Cargo.
De nombreuses escales de ravitaillement n'ont pas eu lieu, en raison des redevances de survol et de la bureaucratie russes. C'est pourquoi les avions-cargos passent au sud de la Russie. Depuis 2008, au moins Lufthansa Cargo fait des escales de ravitaillement en Russie, car les Russes accordent de fortes réductions aux avions qui le font. En 2009-2010, Korean Air Cargo a assuré des vols Luleå-Corée avec du poisson et du crabe en provenance de Norvège,. Ces vols ont été annulés en raison du manque d'intérêt pour l'Asie (le fret de denrées fraîches doit être effectué avec des voyages fréquents car il ne dure pas longtemps). Kallax Cargo a été annulé en 2010. Kallax a également été concurrencé par Stockholm et Helsinki qui assurent des vols de fret vers l'Asie de l'Est, et c'est ainsi que le poisson à destination de l'Asie est transporté.

## Situation

### Carte des aéroports de Suède
| \| 50 km1:2 974 000 \| Montagnes · Sälen Ängelholm–Helsingborg Åre Östersund Arvidsjaur Borlänge Gällivare Göteborg-Landvetter Hagfors Halmstad Hemavan Tärnaby Jönköping Kalmar Karlstad Kiruna Kramfors-Sollefteå Linköping Luleå Lycksele Malmö Mora-Siljan Norrköping Örnsköldsvik Örebro Pajala Ronneby Skellefteå Stockholm-Arlanda Stockholm-Bromma Stockholm-Skavsta Stockholm-Västerås Sundsvall-Timrå Sveg Torsby Trollhättan–Vänersborg Umeå Växjö Vilhelmina Visby |
| 50 km1:2 974 000 |

## Statistiques
Pour des raisons techniques, il est temporairement impossible d'afficher le graphique qui aurait dû être présenté ici.

Voir la requête brute et les sources sur Wikidata.

## Compagnies et destinations
| Compagnies                      | Destinations |
| ------------------------------- | --- |
| BRA Braathens Regional Airlines | En saison charter: Palma de Majorque, Rhodes-Diagoras                                                                       |
| Eurowings                       | En saison : Düsseldorf |
| Jonair                          | Pajala |
| Norwegian Air Shuttle           | Stockholm-Arlanda |
| Ryanair                         | Stockholm-Arlanda |
| Scandinavian Airlines           | Göteborg, Stockholm-Arlanda En saison: Londres-Heathrow En saison charter: Fuerteventura,Palma de Majorque, Rhodes-Diagoras |
| Transavia France                | En saison : Paris-Orly |
| Vueling                         | En saison : Paris-Orly |

Édité le 08/06/2018  Actualisé le 27/02/2023

## Compagnies aériennes
| Compagnie                 | Code AITA |
| ------------------------- | --------- |
| Avies                     | U3        |
| Norwegian                 | DY        |
| SAS Scandinavian Airlines | SK        |
| Svenska Direktflyg        | HS        |